# Ainda Gosto Dela
"Ainda Gosto Dela" é uma canção do grupo de pop rock brasileiro Skank. Foi lançada em 9 setembro de 2008 como o primeiro single do álbum Estandarte. A faixa conta com a participação da cantora Negra Li nos vocais.
A música foi mais um sucesso fruto da parceria de Samuel Rosa e Nando Reis, superando os singles do álbum anterior e se tornando um dos maiores hits da banda na década.
Foi incluída na trilha sonora da novela Negócio da China da Rede Globo.

## Composição
Segundo Samuel Rosa, a melodia foi composta por ele em cima de uma levada eletrônica programada pelo baterista Haroldo Ferreti, método utilizado pelo banda desde os primeiros álbuns. Logo depois, Nando Reis foi convidado para contribuir na letra. Por ser cantada em um tom mais baixo do que o usual, Samuel sentiu a necessidade de um refrão mais "aberto" e dai surgiu a ideia de incluir um vocal feminino. Após uma conversa com o produtor Dudu Marote, eles decidiram convidar a cantora e rapper Negra Li, cuja voz já era admirada por Samuel.
Sobre o fato da canção ter sido escolhida como primeiro single, Samuel disse à Rolling Stone Brasil: 
| “ | O que pesou na escolha [dessa música como o primeiro single] foi a procura por uma música que se aproximasse mais do que tem tocado no rádio hoje. Talvez essa seja a faixa meio MPB do álbum, é essa sensação que tenho. Enfim, é uma musica que nasceu single. Na primeira vez que a tocamos, já com a letra do Nando, pareceu muito claro o que ela poderia render. | ” |

## Videoclipe
O clipe da canção foi gravado em 20 de outubro de 2008 na cidade de São Paulo. Além das ruas do centro da cidade, o Parque Estadual Villa-Lobos também foi utilizado como cenário das gravações. A cantora Negra Li também participa da versão em vídeo da faixa. Segundo a banda, a conceito era utilizar as ruas vazias e o entorno "inóspito" do parque para "representar a ideia de solidão que a música remete", assim como a edição em preto e branco o figurino, chamado de "vagabundos urbanos".
A direção do clipe foi assinada por Hugo Prata, que contou com direção de fotografia de Rodrigo Carvalho, direção de arte de Beto Grimaldi e montagem de Tiago Feliciano. A produção ficou por conta de Zulu Filmes.
Foi lançado oficialmente em novembro de 2008 na TV (onde estreou no programa Domínio MTV da MTV Brasil) e no site oficial da banda.

## Prêmios e Indicações
| Ano  | Prêmio                                | Categoria     | Resultado | Ref   |
| ---- | ------------------------------------- | ------------- | --------- | ----- |
| 2009 | Prêmio Multishow de Música Brasileira | Melhor Música | Indicado  | [ 8 ] |
| 2009 | Prêmio Multishow de Música Brasileira | Melhor Clipe  | Venceu    | [ 8 ] |
| 2009 | Prêmio Multishow de Música Brasileira | Prêmio TVZé   | Indicado  | [ 8 ] |
| 2009 | Meus Prêmios Nick                     | Música do Ano | Indicado  | [ 9 ] |

## Faixas e formatos
Deeplick Remix
| N.º | Título                               | Duração |  |
| 1.  | "Ainda Gosto Dela (Deeplicks Remix)" | 3:55    |  |

Dubdogz, RQntz & Lowsince Remix (feat. LowSince & RQntz)
| N.º | Título                                                                        | Duração |  |
| 1.  | "Ainda Gosto Dela (Dubdogz, RQntz & Lowsince Remix) [feat. LowSince & RQntz]" | 2:56    |  |
| 2.  | "Ainda Gosto Dela (Dubdogz, RQntz & Lowsince Remix) [Extended]"               | 3:40    |  |

Dubdogz, RQntz & Lowsince Remix (feat. LowSince & RQntz)
| N.º | Título                                                                        | Duração |  |
| 1.  | "Ainda Gosto Dela (Dubdogz, RQntz & Lowsince Remix) [feat. LowSince & RQntz]" | 2:56    |  |

Dubdogz, RQntz & Lowsince Remix (Extended)
| N.º | Título                                                          | Duração |  |
| 1.  | "Ainda Gosto Dela (Dubdogz, RQntz & Lowsince Remix) [Extended]" | 3:40    |  |

## Desempenho nas Paradas Musicais
| Tabela musical (2008)               | Melhor posição |
| ----------------------------------- | -------------- |
| Brasil (Crowley Broadcast Analysis) | 4              |

| Tabela musical (2008)               | Melhor posição |
| ----------------------------------- | -------------- |
| Brasil (Crowley Broadcast Analysis) | 53             |

## Histórico de Lançamentos
| País   | Data                  | Formato(s)                                                                 | Gravadora(s) | Ref.   |
| ------ | --------------------- | -------------------------------------------------------------------------- | ------------ | ------ |
| Brasil | 9 de setembro de 2008 | Rádios streaming                                                           | Sony         | [ 1 ]  |
| Vários | 30 de março de 2010   | Download digital (Deeplick Remix)                                          | Sony         | [ 10 ] |
| Vários | 5 de abril de 2019    | Download digital (Dubdogz, RQntz & Lowsince Remix [feat. LowSince & RQntz] | Sony         | [ 11 ] |
| Vários | 5 de abril de 2019    | Download digital (Dubdogz, RQntz & Lowsince Remix [feat. LowSince & RQntz] | Sony         | [ 12 ] |
| Vários | 18 de abril de 2019   | Download digital (Dubdogz, RQntz & Lowsince Remix) [Extended]              | Sony         | [ 13 ] |